# Nida (ciutat romana)
Nida era l'indret principal de la Civitas Taunensium, a la província de Germania Superior de l'Imperi romà. En l'actualitat, se situa dins de la ciutat de Frankfurt del Main.

## Història
A partir de l'any 75, els romans van construir diversos castres. La fundació de la Civitas Taunensium succeí al voltant del 110, després de la retirada de l'exèrcit. El sobrenom Ulpia que s'ha trobat en un mil·liari ve de l'emperador Trajà. Si es té en compte aquest testimoni, la Civitas Taunensium s'instauraria abans del 117. L'ampliació de l'assentament conclogué al segle iii, amb la construcció de les muralles de la ciutat.

## Assentament civil
- La inscripció de dendròfors
- Llindar romà
- Forn romà
- Pou romà

### Soterrani de dendròfors
Al mur d'un soterrani a l'oest de l'antiga Nida es trobà una inscripció en un mur que deia: Salvati Aug(ugstae) dendrophori Aug(ustales) consitentes Med(...) it(em)q(ue) Nidae scolam de suo fecerunt loc(o) adsic(nat) A vic(anis) Nide(nsibus) (Per al benefici de l'emperador. Els dendròfors i els sacerdots del culte imperial amb seu en MED ... i NIDA construïren la casa de reunió dels seus recursos en el terreny que se'ls assignà pels ciutadans de Nida).
L'original es troba en el museu arqueològic de l'antic Convent del Carme de Frankfurt. S'hi exhibeixen les troballes de Nida. Aquest document anomenat Inscripció de dendròfors demostra la presència dels cultes de la Magna Mater i de Cíbele.